# Ilona Stefancsik
Ilona Stefancsik (1943 – giugno 2010) è stata una cestista ungherese.

## Carriera
Con l'Ungheria ha disputato due edizioni dei Campionati europei (1964, 1966).